# Спинокрил голий
Спинокрил голий (Fissidens gymnandrus) — вид мохів порядку дикранальних (Dicranales).

## Поширення
Батьківщиною є Європа.